# Суперсерия 1989/1990
Суперсерия 1989—1990 — турне советских хоккейных команд «Химик», «Динамо» (Москва), «Крылья Советов», ЦСКА по Северной Америке.

## «Химик» — клубы НХЛ
За «Химик» играли защитник Федосов («Торпедо» Горький), нападающие Ерёмин («Автомобилист») и Рахматуллин (СК им. Урицкого). Козлов и Оксюта не играли, так как выступали за сборную СССР на ЧМ среди молодежи.
- 04.12.1989, Лос-Анджелес, «Лос-Анджелес Кингз» — «Химик» (Воскресенск) 3:6 (0:2, 1:1, 2:3)
Голы: 0:1 (12.49) Еремин (Трухно, Вязьмикин), 0:2 (18.35) Зелепукин (Торопченко), 0:3 (23.42) А.Квартальнов (Рахматуллин, Клемешов), 1:3 (26.08) Мякеля (Элик, Дюшэйн), 1:4 (45.47) Д.Квартальнов (Вязьмикин, Селянин), 1:5 (51.05) Еремин (Никитин), 2:5 (53.47) Краудер (Крушелницки, Миллер), 3:5 (57.23) Линдхольм (Мякеля, Робитайл), 3:6 (59.01) Трухно
Химик: Червяков; Селянин — Смирнов, Яковенко — Басалгин, Никитин — Яшкин; Зелепукин — Титов — Торопченко, Д.Квартальнов — Мальгин — Востриков, Трухно — Еремин — Вязьмикин, Рахматуллин — Клемешов — А.Квартальнов.
- 06.12.1989, Эдмонтон, «Эдмонтон Ойлерз» — «Химик» (Воскресенск) 6:2 (1:0, 2:1, 3:1)
Голы: 1:0 (13.22) Эрикссон (Букбергер), 2:0 (23.39) Мерфи (Тикканен, С.Смит), 2:1 (23.56) Клемешов (Яшкин, Рахматуллин), 3:1 (35.06) Муни (Тикканен, Мерфи), 4:1 (40.53) Мессье (Андерсон, Симпсон), 4:2 (41.28) Д.Квартальнов, 5:2 (43.09) Желина (С.Смит, Хадди), 6:2 (57.49) Букебум (Тикканен, Д.Смит)
Химик: Червяков; Селянин — Смирнов, Яковенко — Басалгин, Никитин — Яшкин; Зелепукин — Титов — Торопченко, Д.Квартальнов — Мальгин — Востриков, Трухно — Еремин — Вязьмикин, Рахматуллин — Клемешов — А.Квартальнов.
- 08.12.1989, Калгари, «Калгари Флеймз» — «Химик» (Воскресенск) 6:3 (1:1, 2:1, 3:1)
Голы: 1:0 (14.52) Флери (Рэнхайм), 1:1 (18.36) Еремин (Трухно, Вязьмикин), 1:2 (23.35) Еремин (Трухно, Вязьмикин), 2:2 (29.09) Макаров (Флери, Ньювендайк), 3:2 (34.33) Флери, 4:2 (43.02) Макаров (Сутер), 5:2 (45.06) Бергквист, 6:2 (52.22) Гилмор (Отто, Макиннис), 6:3 (57.48) Яшин (Рахматуллин, Клемешов)
Химик: Червяков; Селянин — Смирнов, Яковенко — Басалгин, Федосов — Яшкин; Зелепукин — Титов — Бердичевский, Д.Квартальнов — Мальгин — Востриков, Трухно — Еремин — Вязьмикин, Рахматуллин — Клемешов — Яшин.
- 10.12.1989, Детройт, «Детройт Ред Уингз» — «Химик» (Воскресенск) 2:4 (1:0, 0:1, 1:3)
Голы: 1:0 (13.00) Федык (Уилки, О’Коннелл), 1:1 (35.35) Федосов(Вязьмикин), 1:2 (44.22) Федосов (Д.Квартальнов, Мальгин), 2:2 (47.42) Айзерман (Галлант, Бэрр), 2:3 (50.01) Бердичевский (Вязьмикин, Торопченко), 2:4 (51.22) Клемешов (Рахматуллин).
- 12.12.1989, Вашингтон, «Вашингтон Кэпиталз» — «Химик» (Воскресенск) 5:2 (2:0, 2:1, 1:0)
Голы: 1:0 (1.41) Викенхайзер, 2:0 (14.13) Сиссарелли (Миллер, Лэнгуэй), 2:1 (23.58) Рахматуллин (Клемешов), 3:1 (24.24) Миллер (Ридли, Сиссарелли), 4:1 (34.05) Лич (Кристиан, Куртнолл), 5:1 (52.53) Дрюс (Юханссон, Викенхайзер), 5:2 (58.06) 3елепукин (Д.Квартальнов, Яковенко).
- 14.12.1989, Сент-Луис, «Сент-Луис Блюз» — «Химик» (Воскресенск) 3:6 (3:1, 0:4, 0:1)
Голы: 0:1 (0.37) Вязьмикин (Смирнов), 1:1 (2.00) Маклин (Оутс, Тилли), 2:1 (13.24) Д.Каваллини (П.Каваллини, Туист), 3:1 (15.15) Лоури, 3:2 (20.58) Зелепукин (Д.Квартальнов, Яковенко), 3:3 (23.58) Торопченко, 3:4 (27.56) Мальгин (Селянин, Д.Квартальнов), 3:5 (34.48) Д.Квартальнов (Зелелукин), 3:6 (46.28) А.Квартальнов (Клемешов).

## «Динамо» (Москва) — клубы НХЛ
- 29.12.1989, Питтсбург, «Питтсбург Пингвинз» — «Динамо» (Москва) 2:5 (0:2, 2:1, 0:2)
Голы: 0:1 (7.33) Антипов (Вожаков, Яшин), 0:2 (19.57) Леонов (Фролов, Антипов), 1:2 (20.59) Лемье (Коффи), 2:2 (26.10) Браун (Стивенс, Лемье), 2:3 (36.35) Яшин (Леонов, Вожаков), 2:4 (41.40) Леонов (Антипов, Яшин), 2:5 (43.57) Юдин (Дорофеев, Петренко).
- 31.12.1989, Торонто, «Торонто Мэйпл Лифс» — «Динамо» (Москва) 4:7 (2:3, 1:1, 1:3)
Голы: 1:0 (1.38) Пирсон (Фергас, Франсескетти), 2:0 (5.32) Фергас (Рэмэдж, Пирсон), 2:1 (18.09) Антипов, 2:2 (18.33) Яшин (Антипов), 2:3 (19.00) Ломакин (Ковалев, Микульчик), 3:3 (26.43) Ольчик (Осборн, Рэмэдж), 3:4 (34.28) Семак (Ломакин, Микульчик), 4;4 (41.31) Айэфрэйти (Фергас, Лимэн), 4:5 (43.51) 3нарок (Шашов), 4:6 (46.45) Варянов, 4:7 (47.35) Петренко (Семак, Дорофеев).
- 03.01.1990, Буффало, «Баффало Сэйбрз» — «Динамо» (Москва) 4:2 (2:1, 2:1, 0:0)
Голы: 1:0 (16.50) Одетт (Такер, Крупп), 2:0 (17.24) Ладзик (Шэннон, Ледьярд), 2:1 (18.54) Яшин (Антипов, Татаринов), 3:1 (23.20) Магуир (Паркер, Ледьярд), 3:2 (23.39) 3нарок (Шашов, Юдин), 4:2 (32.00) Андрейчук (Такер, Миллер).
- 06.01.1990, Ист-Ратерфорд, Нью-Джерси, «Нью-Джерси Дэвилз» — «Динамо» (Москва) 7:1 (2:0, 1:0, 4:1)
Голы: 1:0 (17.28) Шэнахэн (Уайнрич), 2:0 (18.19) Оянен (Поддубны, Шэнахэн), 3:0 (23.20) Касатонов (Корн, Брэди), 4:0 (42.38) Джонсон (Айзеберт, Руотсалайнен), 4:1 (43.01) Ломакин (Семак), 5:1 (43.44) Оянен (Брэди, Шэнахэн), 6:1 (48.32) Браун (Воланин, Касатонов), 7:1 (56.20) Брук (Браун, Мэли).
- 09.01.1990, Бостон, «Бостон Брюинз» — «Динамо» (Москва) 1:3 (0:1, 0:0, 1:2)
Голы: 0:1 (12.32) Леонов (Семенов), 1:1 (47.47) Барридж (Линзмэн), 1:2 (54.10) Ломакин (Леонов, Федотов), 1:3 (58.04) Семенов (Леонов, Глушенков).

## «Крылья Советов» — клубы НХЛ
- 26.12.1989, Юниондейл, Нью-Йорк, «Нью-Йорк Айлендерс» — «Крылья Советов» 5:4 (2:1, 2:2, 1:1)
Голы: 1:0 (9.41) Нортон (Мэлони, Дидак), 2:0 (10.10) Керр (Кинг, Баумгартнер), 2:1 (12.35) Хмылев, 2:2 (22.38) Золотов (Волков, Зайцев), 2:3 (30.23) Волков (Золотов, Зайцев), 3:3 (34.46) Лафонтэйн (Кинг, Макбин), 4:3 (36.27) Саттер (Хенри, Дидак), 5:3 (48.43) Лафонтэйн (Кинг, Волек), 5:4 (54.17) Зайцев (Золотов, Волков),
- 27.12.1989, Хартфорд, «Хартфорд Уэйлерз» — «Крылья Советов» 4:3 (1:1, 0:1, 2:1, 1:0)
Голы: 1:0 (10.41) Вербик (Кригер, Фрэнсис), 1:1 (14.44) Штепа (Одинцов), 1:2 (29.17) Штепа (Одинцов, Лебедев), 2:2 (43.40) Самуэльссон (Томлак, Кастелик), 2:3 (51.00) Зайцев, 3:3 (55.53) Бабич (Фрэнсис, Янг), 4:3 (63.24) Дайнин (Фрэнсис, Бабич).
- 31.12.1989, Квебек-сити, «Квебек Нордикс» — «Крылья Советов» 4:4 (1:0, 2:3, 1:1, 0:0)
Голы: 1:0 (12.48) Лоизелл, 2:0 (24.17) Лафлер (Сакик, Сирелла), 2:1 (25.00) Штепа (Одинцов, Лебедев), 3:1 (33.08) Сирелла (Гулэ, Сакик), 3:2 (34.06) Быковский (Панин), 3:3 (35.27) Хмылев (Немчинов, Макаров), 4:3 (44.24) Макаров (Харин, Хмылев), 4:4 (44:59) Фортье (Ярви).
- 01.01.1990, Нью-Йорк, «Нью-Йорк Рейнджерс» — «Крылья Советов» 1:3 (1:1, 0:2, 0:0)
Голы: 1:0 (3.52) Уилсон (Сандстрем, Теркотт), 1:1 (9.44) Макаров (Волков, Зайцев), 1:2 (27.12) Борисков (Расько, Быковский), 1:3 (37.25) Хмылев (Макаров, Харин).
- 03.01.1990, Монреаль, «Монреаль Канадиенс» — «Крылья Советов» 2:1 (1:0, 1:0, 0:1)
Голы: 1:0 (0.12) Куртнолл (Нэслунд), 2:0 (29.30) Кин (Гилкрист, Шнайдер), 2:1 (49.58) Хмылев (Миронов, Немчинов).
Крылья Советов: Браташ; Курашов — Терехов, Макаров — Лысенко, Миронов — Страхов; Харин — Немчинов — Хмылев, Лебедев — Одинцов — Штепа, Волков — Зайцев — Золотов, Борисков — Быковский — Панин.

## ЦСКА — клубы НХЛ
За ЦСКА играли: вратарь Ирбе («Динамо» Р), Чистяков («Трактор»), Бякин («Автомобилист»), Ширяев, Степанищев и Христич («Сокол»).
Зубов, Буре, Коваленко, Буцаев не играли, так как выступали за сборную СССР на ЧМ среди молодежи.
- 26.12.1989, Виннипег, «Виннипег Джетс» — ЦСКА 4:1 (1:0, 1:0, 2:1)
Голы: 1:0 (10.14) Стеен, 2:0 (36 36) Олауссон (Хаверчук, Стеен), 3:0 (40.39) Кампел (Манта), 3:1 (42.13) Костичкин (Стельнов), 4:1 (46.51) Смэйл (Хаверчук, Кампел).
- 29.12.1989, Ванкувер, «Ванкувер Кэнакс» — ЦСКА 0:6 (0:2, 0:3, 0:1)
Голы: 0:1 (4.56) Хомутов (Каменский, Быков), 0:2 (15.25) Давыдов (Федоров, Бякин), 0:3 (26.33) Давыдов, 0:4 (30.50) Федоров (Малыхин, Кравчук), 0:5 (38.33) Христич (Константинов, Масленников), 0:6 (44.25) Каменский.
ЦСКА: Ирбе; Малахов — Константинов, Кравчук — Малыхин, Ширяев — Стельнов; Хомутов — Быков — Каменский, Бякин — Федоров — Чистяков, Давыдов — Чибирев — Костичкин, Христич — Масленников — Шастин.
- 02.01.1990, Блумингтон (Миннесота), «Миннесота Норт Старз» — ЦСКА 2:4 (0:2, 2:1, 0:1)
Голы: 0:1 (10.43) Масленников (Шастин), 0:2 (19.22) Шастин (Константинов, Масленников), 1:2 (26.51) Макхаф (Мэрфи), 2:2 (28.53) Эммонс (Модано, Мэрфи), 2:3 (35.31) Давыдов (Хомутов, Чибирев), 2:4 (51.58) Хомутов (Малыхин, Кравчук).
- 07.01.1990, Чикаго, «Чикаго Блэкхокс» — ЦСКА 4:6 (2:4, 0:2, 2:0)
Голы: 0:1 (8.15) Быков (Каменский), 0:2 (10.00) Малыхин (Бякин, Чистяков), 0:3 (14.22) Давыдов (Кравчук, Малыхин), 1:3 (14.31) Секорд (Санипасс, Макгилл), 2:3 (16.26) Томас (Пресли, Монсен), 2:4 (18.13) Шастин (Малахов), 2:5 (29.54) Чибирев (Давыдов), 2:6 (37.02) Хомутов, 3:6 (44.40) Крайтон (Пресли, Томас), 4:6 (49.16) Реник (Грехэм).
ЦСКА: Ирбе; Малахов — Константинов, Кравчук — Малыхин, Ширяев — Стельнов; Хомутов — Быков — Каменский, Бякин — Федоров — Чистяков, Давыдов — Чибирев — Костичкин, Христич — Масленников — Шастин.
- 09.01.1990, Филадельфия, «Филадельфия Флайерз» — ЦСКА 4:5 (2:2, 1:1, 1:2)
Голы: 0:1 (2.00) Федоров, 1:1 (5.22) Пропп (Эклунд, Шайфел), 2:1 (11.36) Чикран (Эктон, Смит), 2:2 (15.58) Степанищев (Масленников, Шастин), 3:2 (29.11) Беруби (Пулин), 3:3 (31.31) Петров (Федоров, Гусаров), 3:4 (41.55) Давыдов (Костичкин), 4:4 (43.56) Эклунд, 4:5 (49.54) Гусаров (Бякин, Мотков).
ЦСКА: Михайловский; Гусаров — Мотков, Малахов — Константинов, Кравчук — Ширяев; Хомутов — Быков — Каменский, Бякин — Фёдоров — Петров, Давыдов — Чибирев — Костичкин, Степанищев — Масленников — Шастин.